# Levin Amweg
Levin Amweg (ur. 11 września 1994 w Bernie) – szwajcarski kierowca wyścigowy.

## Kariera

### Formuła LO
Amweg rozpoczął karierę w jednomiejscowych samochodach wyścigowych w wieku 17 lat w 2011 roku w LO Formel Lista Junior. Tam też odniósł swoje pierwsze zwycięstwo w karierze - podczas niedzielnego wyścigu na Hockenheimringu. Z dorobkiem 103 puunktów ukończył sezon tuż za podium klasyfikacji końcowej. W kolejnym sezonie startów w tej serii zdobył już tytuł mistrzowski. 7 zwycięstw i w rezultacie 226 punktów umożliwiło mu pokonanie wszystkich rywali.

### Formuła Renault
Na sezon 2013 Szwajcar podpisał kontrakt ze szwajcarską ekipą Jenzer Motorsport na starty w Europejskim Pucharze Formuły Renault 2.0 oraz Alpejskiej Formule Renault 2.0. W edycji europejskiej uzbierane dwa punkty dały mu 22 miejsce w klasyfikacji generalnej. W serii alpejskiej nie był klasyfikowany.
W sezonie 2014 Amweg rozpoczął współpracę z francuską ekipą ART Junior Team w Europejskim Pucharze Formuły Renault 2.0 oraz w Północnoeuropejskim Pucharze Formuły Renault 2.0. W edycji europejskiej w ciągu dwunastu wyścigów, w których wystartował, uzbierał łącznie 42 punkty. Dało mu to trzynaste miejsce w końcowej klasyfikacji kierowców. W serii północnoeuropejskiej odniósł jedno zwycięstwo i czterokrotnie stawał na podium. Z dorobkiem 107 punktów uplasował się na piętnastej pozycji w klasyfikacji generalnej.

## Statystyki
| Sezon | Seria                                         | Zespół            | Wyścigi | Zwycięstwa | PP | NO | Podium | Punkty | Pozycja |
| ----- | --------------------------------------------- | ----------------- | ------- | ---------- | -- | -- | ------ | ------ | ------- |
| 2011  | LO Formel Lista Junior                        | Jo Zeller Racing  | 12      | 1          | 0  | 1  | 4      | 103    | 4       |
| 2012  | Formula LO                                    | GU-Racing         | 12      | 7          | 6  | 10 | 9      | 226    | 1       |
| 2013  | Europejski Puchar Formuły Renault 2.0         | Jenzer Motorsport | 14      | 0          | 0  | 0  | 0      | 2      | 22      |
| 2013  | Alpejska Formuła Renault 2.0                  | Jenzer Motorsport | 2       | 0          | 0  | 0  | 0      | 0      | NS      |
| 2014  | Europejski Puchar Formuły Renault 2.0         | ART Junior Team   | 12      | 0          | 0  | 0  | 0      | 42     | 13      |
| 2014  | Północnoeuropejski Puchar Formuły Renault 2.0 | ART Junior Team   | 7       | 1          | 0  | 2  | 4      | 107    | 15      |
| 2014  | Toyota Racing Series                          | M2 Competition    | 15      | 0          | 0  | 0  | 0      | 409    | 11      |